# Oberversicherungsamt
Oberversicherungsamt war der Name von deutschen Behörden zur Regelung von Konflikten in der Sozialversicherung.

## Geschichte
Mit dem Reichsgesetz über die Unfall- und Krankenversicherung der in land- und forstwirthschaftlichen Betrieben beschäftigten Personen vom 5. Mai 1886 wurde in Deutschland reichsweit einheitlich die gesetzliche Unfall- und Krankenversicherung in den genannten Branchen eingeführt. Gegen Entscheidungen der Unfallversicherungsträger konnte in Schiedsstellen vorgegangen werden. Mit der Reichsversicherungsordnung erweiterten sich 1912 die Aufgaben der Sozialversicherungen. Eingangsinstanz waren anstelle der Schiedsstellen nun die neu eingerichteten Oberversicherungsämter auf Regierungsbezirksebene. Die Aufgabe war die Entscheidung bei Konflikten zwischen Versicherten und Versicherern in der Sozialversicherung. Die Funktion entsprach grundsätzlich der eines Gerichtes, allerdings fehlte die richterliche Unabhängigkeit.
Mit dem Ende des Ersten Weltkriegs war die Versorgung der Kriegsverletzten ein wichtiges Thema der Sozialversicherung. Mit dem Militär-Versorgungsgesetz vom 1. Februar 1919 und dem Verfahrensgesetz vom 18. Februar 1919 wurde diese geregelt. Die Überprüfung der Versorgungsbescheide wurde den ordentlichen Gerichten entzogen und gesonderten Militärversorgungsgerichten (später: Versorgungsgerichte) zugeordnet, die den Oberversicherungsämtern angegliedert waren.
Mit der Schaffung der Sozialgerichtsbarkeit in Deutschland 1954 wurden diese Behörden überwiegend aufgehoben und stattdessen Sozialgerichte gebildet.

## Oberversicherungsämter in Bayern
In Bayern bestehen heute noch zwei Oberversicherungsämter, das Oberversicherungsamt Oberbayern (für Oberbayern, Niederbayern, Oberpfalz und Schwaben) und das Oberversicherungsamt Mittelfranken (für Mittelfranken, Oberfranken und Mittelfranken). Diese haben Aufgaben der Versicherungsaufsicht.